# フランソワ・カロン

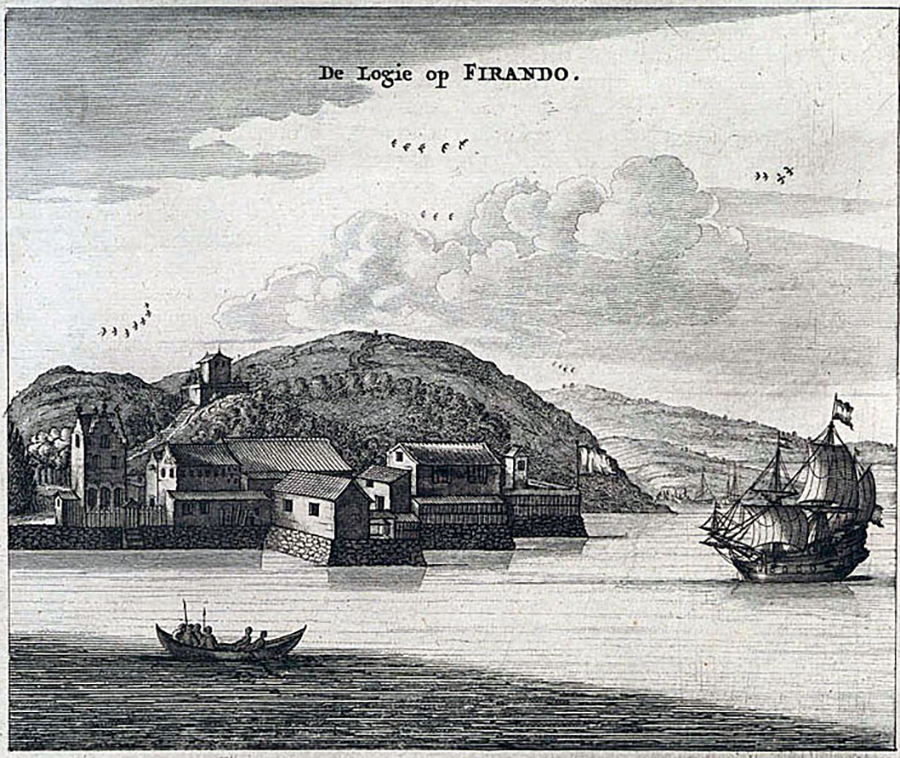
平戸のオランダ商館（17世紀の版画）

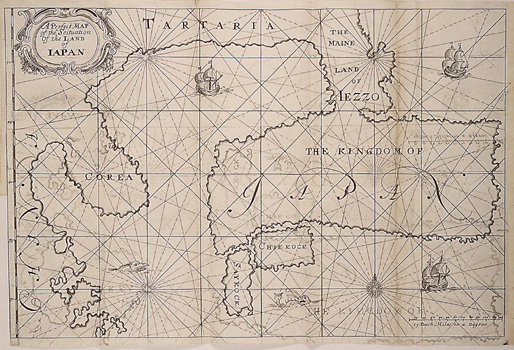
『日本大王国志』に掲載された、カロンの発言に基づいた日本地図。カロンは『日本大王国志』の中で、「蝦夷地は探検が十分でなく、島か半島か不明であり、津軽海峡は大きな入り江である」と書いている。地図は1661年に作製されたものだが、その根拠は1636年のカロンの知識である

フランソワ・カロン（フランス語: François Caron、1600年 - 1673年4月5日）は、オランダに亡命したフランスのユグノー教徒。オランダ東インド会社に30年以上勤務し、最終的にはバタヴィア商務総監（植民地総督の次席）にまで昇進した 。後にはフランス東インド会社の長官（1667–1673）を務めた。
しばしば、日本に渡来した最初のフランス人とされる。確かに当時南ネーデルラントに属したブリュッセル生まれのフランス系の亡命ユグノー教徒であるが、実際にはフランス国民となったのは、後にフランス東インド会社の社長になることを受諾したときである。

## 日本で

### 通訳
カロンは、料理人として1619年に平戸のオランダ商館に着任した。その後、1641年まで20年以上滞在することとなる。この間に江口十左衛門の姉と結婚し、6人の子供をもうけている 。1626年には商館助手に昇進した。
日本人と結婚したこともあり、日本語に熟達した。1627年に台湾行政長官のピーテル・ノイツが来日し、台湾での貿易に関して将軍徳川家光に拝謁を求めた際には、通訳として参府している。当時江戸にオランダ語通詞はおらず、ポルトガル語を経由して意思疎通を図っていたが、日本語が話せるカロンは非常に重宝された。結局末次平蔵の妨害により拝謁は実現せず、ノイツは成果無く台湾に戻ることになるが、その際にカロンも同行した。その後、ノイツと平蔵の問題はタイオワン事件へと発展し、平戸商館は4年間閉鎖されたが、ノイツを日本に人質として渡すことで交易は再開された。カロンはこの解決のためにバタヴィアと日本を往復している。

### 次席
1633年4月9日には次席（ヘルト）となり、1636年2月には館長代理となったが、この年にノイツの釈放に成功している。またこの年に、バタヴィア商務総監のフィリプス・ルカスから日本の事情に関する31問の質問に回答する形で『日本大王国志』を執筆した。当初出版を予定したものではなかったが、1645年に東インド会社の社史の付録として出版され、1661年にはカロン自らが校正した上で単行本として出版された。
1637年9月、長崎奉行榊原職直と馬場利重はフランソワ・カロンに対してマカオ、マニラ、基隆侵略の支援をするよう高圧的にせまった。カロンはマニラを襲撃する気も、日本の侵略軍を運ぶ意志もなく、オランダはいまや兵士よりも商人であると答えた。これに対して長崎代官であった末次茂貞はオランダ人の忠誠心は、大名が将軍に誓った忠誠心に等しいと念を押している。この点は、この文書がオランダの上層部で議論されるようになったときにも失われることはなかった。将軍に仕えるという評判を捨てて、貿易に影響を与えるか、それとも侵略に人員と資源を投入して、会社の全艦隊が破壊されるかもしれないという大きな危険のどちらかを選ばなければならなかったのである。彼らは危険を選び、日本の侵略軍をオランダ船6隻でフィリピンに運ぶことに同意した。その後まもなく長崎代官の末次茂貞（末次平蔵の息子）から、商館長のニコラス・クーケバッケルに対し、翌年にフィリピンを攻撃するため、オランダ艦隊による護衛の要請があった。これに対し、オランダ側はスヒップ船4隻とヤハト船2隻を派遣することとした。しかしながら、翌年に島原の乱が発生したこともあり、フィリピン遠征は実現しなかった。

### 商館長
1639年2月12日にはクーケバッケルの後を受けて商館長となった。1627年に続き、1633年、1635年、1636年、1639年、1640年、1641年に江戸に参府している。
島原の乱の後、1639年にポルトガル船の入港が禁止されたが（第5次鎖国令）、それに先立ち幕府はカロンに対してポルトガルに代わりオランダが必需品を提供できるかを確認している。
1640年、通商再開を願って来日したポルトガル人が全員死罪となった。これを知ったカロンはオランダに対しても厳しい運命が待っているであろうことを予想した。その予想通り、同年に大目付井上政重と長崎奉行柘植正時が平戸に派遣され、カロンに倉庫の破壊を命じた。理由は、1638年に建設された商館の倉庫に西暦が彫られているというものであった。カロンがこの命令に異議を唱えた場合、カロンをその場で殺害し、平戸オランダ商館は熊本・島原・柳河諸藩により攻撃が加えられることとなっていた。この行為は将軍家光の専断によるものであり、必ずしも幕府全体の意向ではなかった。しかし、滞在20年を超えるカロンは日本の現状を理解しており、命令に従って倉庫を破壊した。
この後、ポルトガル人が追放されて空いていた出島にオランダ商館は移された。カロンのこの対応に感謝する意味もあって、その後井上政重は、オランダ人のために便宜をはかるようになった。
1641年2月10日、商館長の職をマクシミリアン・ル・メールに委ね、2月12日には家族と共にバタヴィアに向けて平戸を出帆した。
カロンが商館長を務めていたときに、商館員のハンス・アンドリースが日本人既婚女性と密通し、両名とも死罪になる事件が発生している。また、幕府の依頼により、部下の鋳物師であるハンス・ヴォルフガング・ブラウンに臼砲の製造を行なわせている（島原の乱の際に、当時の技術では炸裂弾が使えないカノン砲（初速が速いため、対応可能な信管が無かった）があまり役に立たず、幕府は炸裂弾の使用が可能な臼砲（カノン砲より低初速）に目をつけた）。

## オランダへの帰国
一端バタヴィアに向かったカロンは、そこでオランダへ向かう船を待った。その間に東インド会社の評議会の一員に選ばれている。1641年12月13日、カロンは商船隊の司令官としてオランダへ向け出帆した。

## アジアでの新たな任務

### セイロン遠征
会社はカロンの功績に対し、1500ギルダーの株を与えることで報いた。1643年にはアジアでの新たな任務が与えられた。1月25日にオランダを出発し、7月23日にバタヴィアに到着した。到着前にバタヴィアにいたカロンの妻の江口氏は死亡していた。カロンは妻との間にできた6人の子女を「正規の」子女とする手続きを行い、3年後に認められた。
1643年9月、カロンはオリファント号に乗り組み、1700人の遠征隊（内陸兵950人）を率いて、セイロン島のポルトガル軍を攻めるためバタヴィアを出発した。12月20日にセイロンに到着。1月8日からネボンゴの砦近くに上陸し、翌日攻撃を開始した。戦闘は1日で終わりカロンは勝利した。カロンは占領した砦を補強し、守備隊450人を残して4月にバタヴィアに戻った。11月には休戦条約が結ばれ、オランダはセイロンのシナモン産地の割譲を受けた。

### 台湾行政長官
1644年には台湾行政長官に任命され、7月5日バタヴィアを出発8月10日にはゼーランディア城に着任した。到着後すぐに病気にかかったため、しばらく前任者のル・メールが次席としてカロンを補佐した。1646年まで同地での東インド会社の最高位にあった。
この間に、カロンは米、砂糖、インディゴ生産の改善、硫黄の採掘、中国の海賊との取引の緩和を行った。1644年には4隻、45年には7隻の貿易船を日本に送り出している。
カロンは1641年から43年までのオランダ滞在時に25歳年下のコンスタンチヤ・バウデーンと知り合っていた。前妻の死亡後、カロンは独身となっていたが、1644年9月に代理人を立ててハーグでコンスタンチヤとの結婚式を行った。1645年6月、コンスタンチヤは姉のスザンヌと共に台湾に到着した。スザンヌはそこでフレデリック・コイエットと結婚している。
カロンはそこでコンスタンチヤに贅沢をさせたようで、それもあってバタヴィアに呼び戻された。

### バタヴィア商務総監
バタヴィアに戻ったカロンは、1647年3月9日に植民地総督（Gouverneurs-generaal）の次席にあたる商務総監（Directeur-generaal）の地位についた。1649年、ブレスケンス号事件解決の謝礼を述べるため、日本に特使を派遣することが決まった。このとき、カロンは特使一行に砲術士官のユリアン・スヘーデルと外科医カスパル・シャムベルゲルを加えた。スヘーデルは臼砲の射撃を披露し、その指導は軍学者の北条氏長によって「攻城 阿蘭陀由里安牟相伝」にまとめられた。シャムベルゲルは多くの日本人を治療し、後にカスパル流外科術の祖と見なされるようになった。両人は日本人から非常に歓迎されたが、これは日本人が何を好むかを熟知していたカロンの功績と言える。
1651年、私貿易を行ったとの訴訟を受け、オランダに召喚されたが、勝訴して名誉を保って会社を退職することが出来た。

## フランス東インド会社
1664年、フランスの財務総監であったジャン＝バティスト・コルベールはルイ14世にフランス東インド会社の設立を進言した。コルベールはカロンに対し、新たに設立された会社の指導的役割を担うよう働きかけ、1665年にカロンはその長官に就任した。これはオランダから見れば反逆行為であり、カロンは故郷への立ち入りを禁止された。

### マダガスカル
1664年、カロンはまずマダガスカルに向かった。そこに植民地を設立することはできなかったものの、ブルボン島とフランス島（現在のレユニオンとモーリシャス）に港を建設した。17世紀後半になって、フランスは東海岸に貿易港を建設した。

### 日本
カロンは日本との貿易も計画したが、他のフランス人と意見が対立し、結局は実現しなかった。しかしながら、この情報は日本のオランダ商館にも伝わり、1667年のオランダ風説書で幕府にも報告されている。

### インド
カロンは1669年にインドのスーラトに支店を開設し、さらにペルシア出身のアルメニア商人マルカラ・アヴァンチンツをゴールコンダ王国に派遣して1669年にマチリーパトナムにも支店を開設した。この功績に対し、ルイ14世はカロンを聖ミカエル騎士団の一員とした。1668年から1672年まではポンディシェリで長官（Commissaire）を務めた。1673年、フランス東インド会社は、最終的にポンディシェリを貿易の中心地と定めた。
1672年、カロンはセイロンのフランス軍を助け、戦略的に重要な港湾であるトリンコマリーとチェンナイ周辺に位置するマイラーップールのサン・トメ要塞（São Tomé）を占領した。しかしながら、この軍事的成功は短期間に終わり、カロンがヨーロッパに戻るために出発した後、フランス軍はセイロンから駆逐された。
1673年4月5日、カロンの乗船していた船はヨーロッパに戻る途中ポルトガル沖で沈没し、カロンも死亡した。

## 著作
- Besechrijvinghe van het machtigh Coninckrijck Iapan, Amsterdam : 1648
  - 『日本大王国志』 幸田成友訳著、平凡社東洋文庫、ISBN 978-4256800904